# Gala Čaki
Gala Čaki cyr. Гала Чаки, węg. Gala Csaky (ur. 19 marca 1987 we wsi Ečka) – serbska malarka pochodzenia węgierskiego.

## Życiorys
Po ukończeniu szkoły baletowej i gimnazjum w Zrenjaninie podjęła studia w Akademii Sztuk w Nowym Sadzie (klasa prof. Vlade Rančicia), gdzie uzyskała w 2011 dyplom magistra. Studia doktoranckie odbywała w Belgradzie, kończąc je w 2017 obroną pracy doktorskiej. Była stypendystką Fundacji Ruth Katzmann w Nowym Jorku.
Od 2014 jest związana z międzynarodową organizacją Art Link Us (z siedzibą w japońskim Ehime). Zorganizowała w Serbii cykl międzynarodowych sympozjów (Gala International Symposium of Art), w których uczestniczy ponad 30 artystów z całego świata.

## Twórczość
Specjalizuje się w malarstwie olejnym fantastycznym i ambientowym. Prace Gali Čaki prezentowano na wystawach w Niemczech, Francji, Belgii, Portugalii, Hiszpanii, a także w Polsce. W 2015 wzięła udział w VI Międzynarodowym Biennale Sztuki w Pekinie, a w 2022 uczestniczyła w IX edycji Biennale, prezentując obraz Borba (Walka).

## Galeria

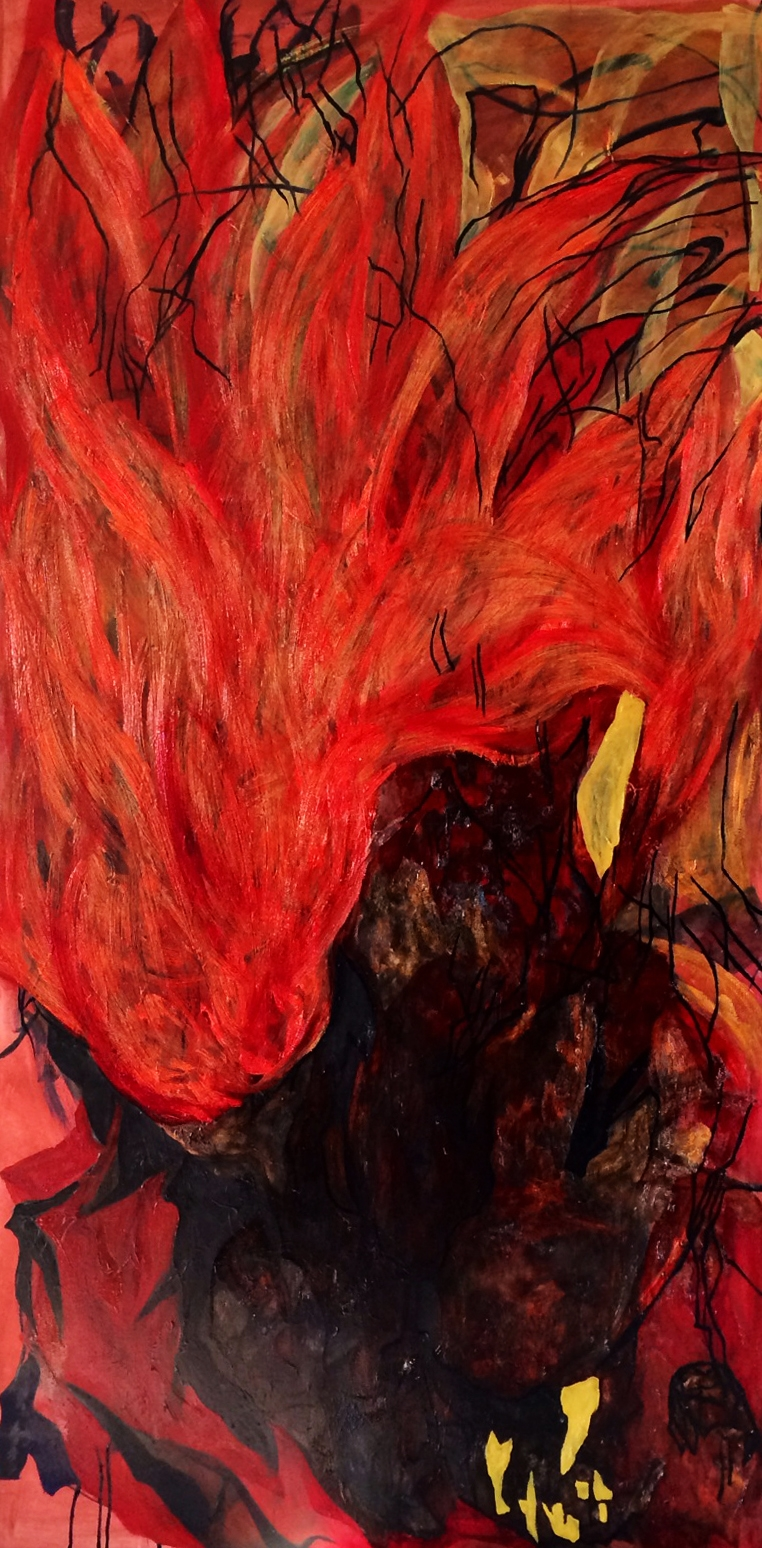
Život (2014)
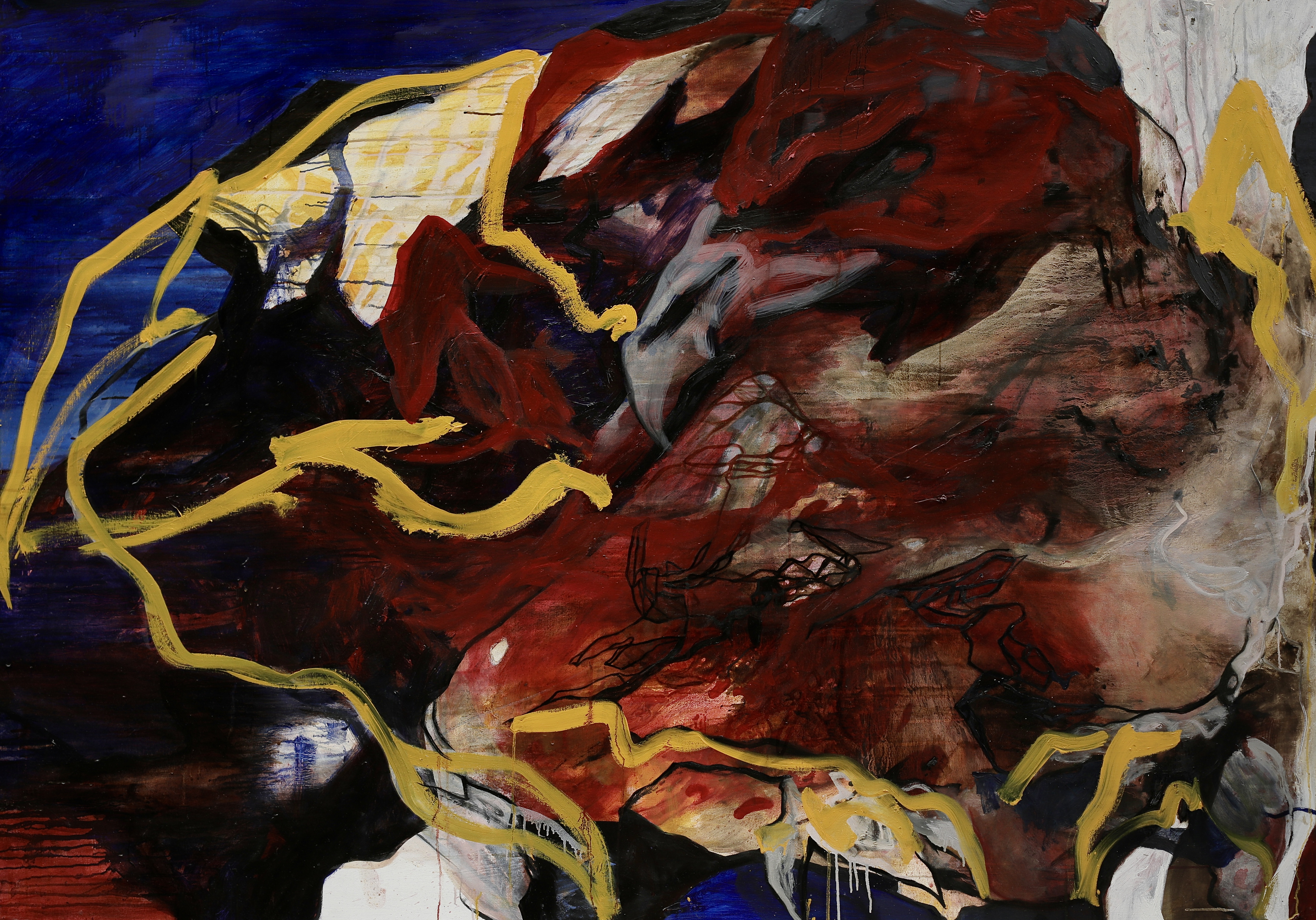
Grifon (1895)
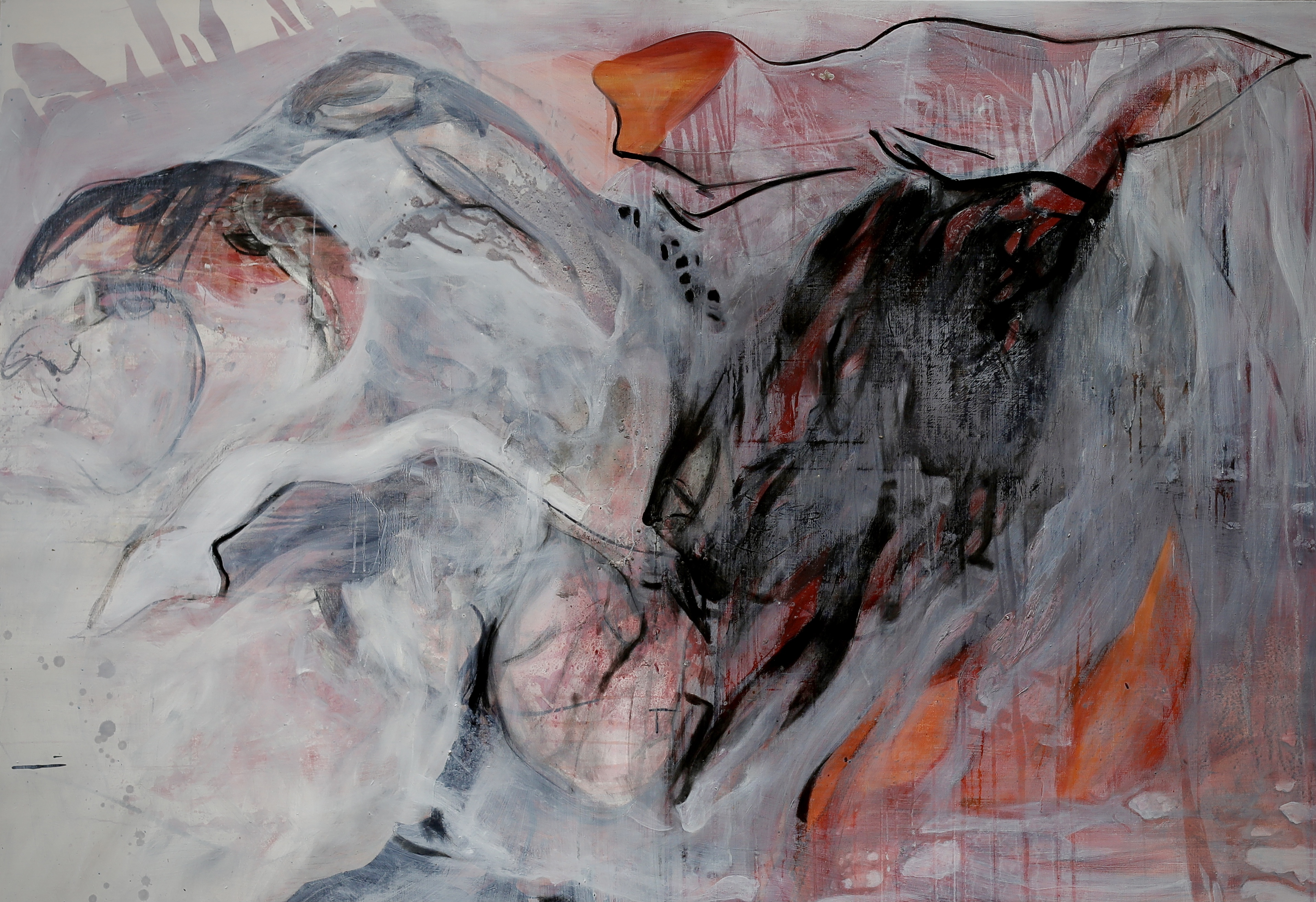
Noćno sunce (2020)
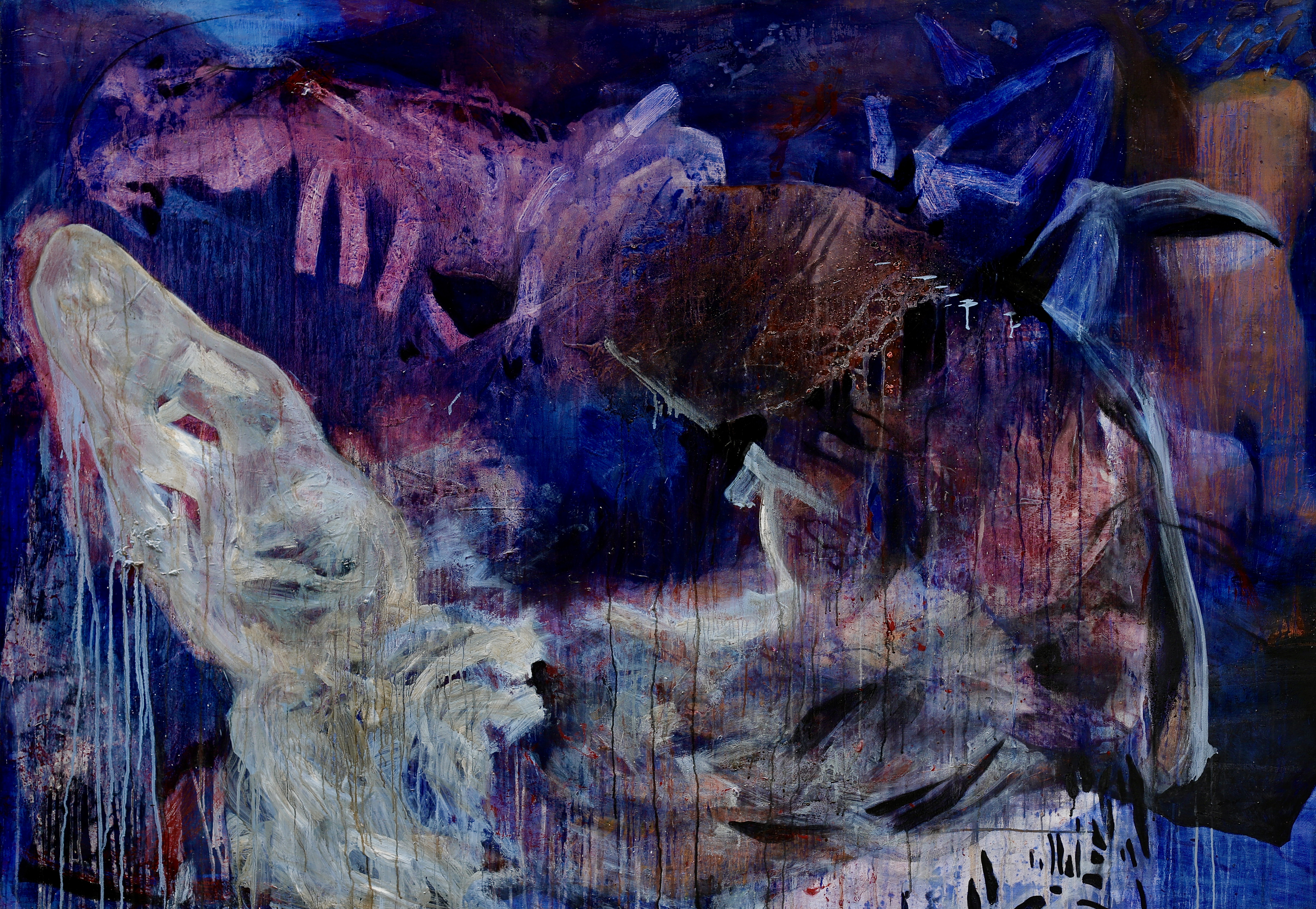
Sol (2020)
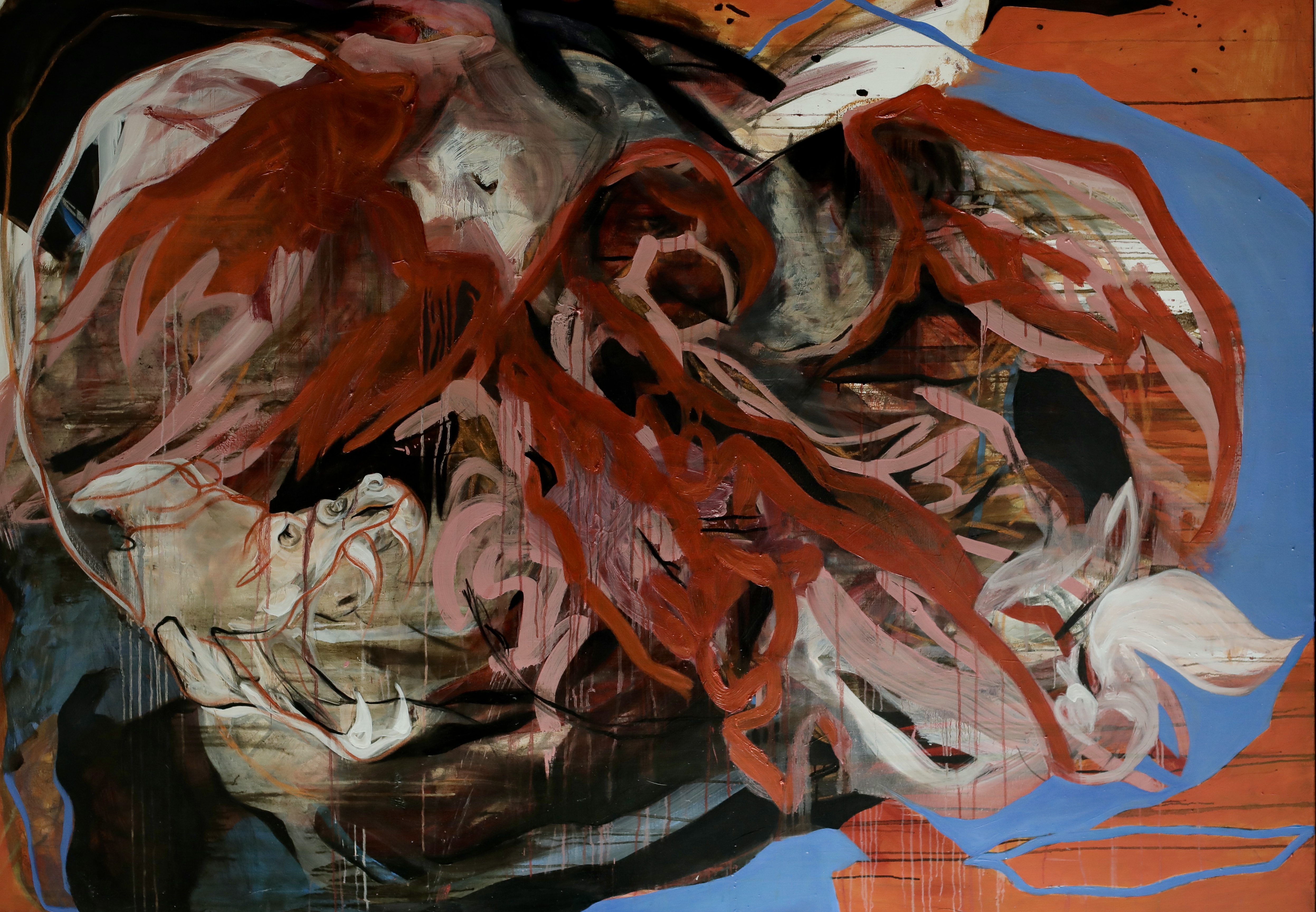
Boli me krv (2020)